# Georg Friedrich Grotefend
Georg Friedrich Grotefend   (Hann. Münden, 9 de juny de 1775 - Hannover, 15 de desembre de 1853) va ser un epigrafista i filòleg alemany conegut sobretot pels seus avenços en el desxiframent de l'escriptura cuneïforme.

## Vida
Va néixer a Hann, Münden i va morir a Hannover. Va ser educat en part al seu poble natal i en part a Ilfeld on va viure fins al 1795, quan va entrar a la Universitat de Göttingen, on va conèixer a Christian Gottlob Heyne, Thomas Christian Tychsen i Arnold Hermann Ludwig Heeren. La recomanació de Heyne va afavorir que aconseguís una plaça de professor ajudant al gymnasium de Gottingen el 1797. Mentre treballava allà va publicar De pasigraphia sive scriptura universali (1799), que el va portar a ser vicerector del gymnasium de Frankfurt i poc després a conrector. El 1821 va ser nomenat director del gymnasium de Hannover, càrrec que va tenir fins que es va retirar el 1849.

## Treballs

### Filologia
Va ser conegut com a filòleg especialitzat en llatí i italià, tot i que va prestar atenció a la seva llengua materna en llibre Anfangsgründe der deutschen Poesie, publicar el 1815 i la fundació d'una societat per la investigació de la llengua alemanya el 1817. Els anys 1823 i 1824 va publicar la seva revisió del treball Gramàtica Llatina de Helfrich Bernhard Wenck en dos volums i una gramàtica reduïda per fer servir a les escoles el 1826. Durant el període 1835 - 1838 va treballar en d'explicar de forma sistemàtica les restes fragmentades de la llengua umbra titulat Rudimenta linguae Umbricae ex inscriptionibus antiquis enodata. El 1839 va realitzar una tasca similar amb l'osc (Rudimenta linguae Oscae). El mateix any va publicar una memòria sobre les monedes de Bactriana amb el nom Die Münzen der griechischen, parthischen und indoskythischen Könige von Baktrien und den Ländern am Indus.

### Cuneïforme
Les inscripcions cuneïformes a Pèrsia havien cridat l'atenció a Europa, i s'havien publicat còpies exactes fetes per l'artista holandès Cornelis de Brujnand i el viatger alemany Carsten Niebuhr.
Grotefend va comunicar les seves descobertes a la Royal Society de Göttingen el 1802 i va ser revisda per Tychsen dos anys després. El 1837 va publicar Neue Beiträge zur Erläuterung der persepolitanischen Keilschrift i tres anys després va publicar eue Beiträge zur Erläuterung der babylonischen Keilschrift.
Els seus descobriments es poden resumir en:
1. les inscripcions perses tenen tres formes diferents d'escriptura cuneïforme, i el desxiframent d'una escriptura portaria a desxifrar les altres dues.
2. els caràcters son alfabètics i sil·làbics.
3. va confirmar l'observació de Niebuhr que es llegeixen d'esquerra a dreta.
4. que l'alfabet conté 40 lletres, incloent símbols per vocals llargues i curtes.
5. que les inscripcions de Persepolitan estan escrites en Zend.
6. que la paraula més freqüent podria referir-se a la paraula "rei".
7. que les inscripcions satisfan les següents condicions: A) rei X, gran rei de reis, fill del rei Y i B) rei Y, gran rei de reis, fill de Z
8. que la presència de dos esquemes A i B dona l'oportunitat d'identificar els personatges involucrats, ja que X va ser un rei persa, el seu pare Y també però el seu avi Z no ho va ser.
9. seguint aquesta idea, va identificar X per Xerxes, Y com Darios i Z Histaspes.

Amb aquestes premisses va iniciar la interpretació de les inscripcions perses. No obstant això, donat el poc coneixement de l'antic persa que tenia Grotefend va mal-interpretar alguns personatges importants i restava força feina per completar el desxiframent de l'escriptura. Sobre aquesta feina inicial, Eugène Burnouf, Christian Lassen i Sir Henry Rawlinson van poder completar la tasca.